# 矮亚菊
矮亚菊（学名：Ajania trilobata）是菊科亚菊属的植物，为中国的特有植物。分布于中国大陆的新疆等地，生长于海拔3,200米的地区，多生长于河边石缝中，目前尚未由人工引种栽培。